# Telica
Telica là một khu tự quản thuộc tỉnh León, Nicaragua. Khu tự quản Telica có diện tích 394 ki lô mét vuông. Đến thời điểm năm 2005, huyện Telica có dân số 23266 người.